# Arotinolol
Arotinolol (Almarl) je lek u klasi mešovitih alfa/beta blokatora.

## Upotreba
On se koristi za tretman visokog krvnog pritiska. Predloženo je da se on može koristiti za treatman esencijalnog tremora.

## Spoljašnje veze
- (PDF)
- Архивирано на веб-сајту  (1. јул 2020)

|  | Molimo Vas, obratite pažnju na važno upozorenje u vezi sa temama iz oblasti medicine (zdravlja). |